# 류미정
류미정(1989년 1월 12일 ~ )은 대한민국 전직 연합뉴스TV의 아나운서이다.

## 경력
- 2013년 ~ 2021년 : 연합뉴스TV 공채 아나운서

## 진행

### 텔레비전
- 라이브 투데이
- 뉴스메이커
- 뉴스투나잇
- 뉴스 20
- 뉴스 13
- 한국직업방송
- 투데이잡스 시즌2